# 1416
Portal Geschichte | Portal Biografien | Aktuelle Ereignisse | Jahreskalender | Tagesartikel

◄ |
14. Jahrhundert |
15. Jahrhundert
| 16. Jahrhundert | ►

◄ |
1380er |
1390er |
1400er |
1410er
| 1420er | 1430er | 1440er | ►

◄◄ |
◄ |
1412 |
1413 |
1414 |
1415 |
1416
| 1417 | 1418 | 1419 | 1420 | ► | ►►
Staatsoberhäupter  · Nekrolog   · Musikjahr
| Januar | Januar | Januar | Januar | Januar | Januar | Januar | Januar |
| Kw     | Mo     | Di     | Mi     | Do     | Fr     | Sa     | So     |
| ------ | ------ | ------ | ------ | ------ | ------ | ------ | ------ |
| 1      |        |        | 1      | 2      | 3      | 4      | 5      |
| 2      | 6      | 7      | 8      | 9      | 10     | 11     | 12     |
| 3      | 13     | 14     | 15     | 16     | 17     | 18     | 19     |
| 4      | 20     | 21     | 22     | 23     | 24     | 25     | 26     |
| 5      | 27     | 28     | 29     | 30     | 31     |        |        |

| Februar | Februar | Februar | Februar | Februar | Februar | Februar | Februar |
| Kw      | Mo      | Di      | Mi      | Do      | Fr      | Sa      | So      |
| ------- | ------- | ------- | ------- | ------- | ------- | ------- | ------- |
| 5       |         |         |         |         |         | 1       | 2       |
| 6       | 3       | 4       | 5       | 6       | 7       | 8       | 9       |
| 7       | 10      | 11      | 12      | 13      | 14      | 15      | 16      |
| 8       | 17      | 18      | 19      | 20      | 21      | 22      | 23      |
| 9       | 24      | 25      | 26      | 27      | 28      | 29      |         |

| März | März | März | März | März | März | März | März |
| Kw   | Mo   | Di   | Mi   | Do   | Fr   | Sa   | So   |
| ---- | ---- | ---- | ---- | ---- | ---- | ---- | ---- |
| 9    |      |      |      |      |      |      | 1    |
| 10   | 2    | 3    | 4    | 5    | 6    | 7    | 8    |
| 11   | 9    | 10   | 11   | 12   | 13   | 14   | 15   |
| 12   | 16   | 17   | 18   | 19   | 20   | 21   | 22   |
| 13   | 23   | 24   | 25   | 26   | 27   | 28   | 29   |
| 14   | 30   | 31   |      |      |      |      |      |

| April | April | April | April | April | April | April | April |
| Kw    | Mo    | Di    | Mi    | Do    | Fr    | Sa    | So    |
| ----- | ----- | ----- | ----- | ----- | ----- | ----- | ----- |
| 14    |       |       | 1     | 2     | 3     | 4     | 5     |
| 15    | 6     | 7     | 8     | 9     | 10    | 11    | 12    |
| 16    | 13    | 14    | 15    | 16    | 17    | 18    | 19    |
| 17    | 20    | 21    | 22    | 23    | 24    | 25    | 26    |
| 18    | 27    | 28    | 29    | 30    |       |       |       |

| Mai | Mai | Mai | Mai | Mai | Mai | Mai | Mai |
| Kw  | Mo  | Di  | Mi  | Do  | Fr  | Sa  | So  |
| --- | --- | --- | --- | --- | --- | --- | --- |
| 18  |     |     |     |     | 1   | 2   | 3   |
| 19  | 4   | 5   | 6   | 7   | 8   | 9   | 10  |
| 20  | 11  | 12  | 13  | 14  | 15  | 16  | 17  |
| 21  | 18  | 19  | 20  | 21  | 22  | 23  | 24  |
| 22  | 25  | 26  | 27  | 28  | 29  | 30  | 31  |

| Juni | Juni | Juni | Juni | Juni | Juni | Juni | Juni |
| Kw   | Mo   | Di   | Mi   | Do   | Fr   | Sa   | So   |
| ---- | ---- | ---- | ---- | ---- | ---- | ---- | ---- |
| 23   | 1    | 2    | 3    | 4    | 5    | 6    | 7    |
| 24   | 8    | 9    | 10   | 11   | 12   | 13   | 14   |
| 25   | 15   | 16   | 17   | 18   | 19   | 20   | 21   |
| 26   | 22   | 23   | 24   | 25   | 26   | 27   | 28   |
| 27   | 29   | 30   |      |      |      |      |      |

| Juli | Juli | Juli | Juli | Juli | Juli | Juli | Juli |
| Kw   | Mo   | Di   | Mi   | Do   | Fr   | Sa   | So   |
| ---- | ---- | ---- | ---- | ---- | ---- | ---- | ---- |
| 27   |      |      | 1    | 2    | 3    | 4    | 5    |
| 28   | 6    | 7    | 8    | 9    | 10   | 11   | 12   |
| 29   | 13   | 14   | 15   | 16   | 17   | 18   | 19   |
| 30   | 20   | 21   | 22   | 23   | 24   | 25   | 26   |
| 31   | 27   | 28   | 29   | 30   | 31   |      |      |

| August | August | August | August | August | August | August | August |
| Kw     | Mo     | Di     | Mi     | Do     | Fr     | Sa     | So     |
| ------ | ------ | ------ | ------ | ------ | ------ | ------ | ------ |
| 31     |        |        |        |        |        | 1      | 2      |
| 32     | 3      | 4      | 5      | 6      | 7      | 8      | 9      |
| 33     | 10     | 11     | 12     | 13     | 14     | 15     | 16     |
| 34     | 17     | 18     | 19     | 20     | 21     | 22     | 23     |
| 35     | 24     | 25     | 26     | 27     | 28     | 29     | 30     |
| 36     | 31     |        |        |        |        |        |        |

| September | September | September | September | September | September | September | September |
| Kw        | Mo        | Di        | Mi        | Do        | Fr        | Sa        | So        |
| --------- | --------- | --------- | --------- | --------- | --------- | --------- | --------- |
| 36        |           | 1         | 2         | 3         | 4         | 5         | 6         |
| 37        | 7         | 8         | 9         | 10        | 11        | 12        | 13        |
| 38        | 14        | 15        | 16        | 17        | 18        | 19        | 20        |
| 39        | 21        | 22        | 23        | 24        | 25        | 26        | 27        |
| 40        | 28        | 29        | 30        |           |           |           |           |

| Oktober | Oktober | Oktober | Oktober | Oktober | Oktober | Oktober | Oktober |
| Kw      | Mo      | Di      | Mi      | Do      | Fr      | Sa      | So      |
| ------- | ------- | ------- | ------- | ------- | ------- | ------- | ------- |
| 40      |         |         |         | 1       | 2       | 3       | 4       |
| 41      | 5       | 6       | 7       | 8       | 9       | 10      | 11      |
| 42      | 12      | 13      | 14      | 15      | 16      | 17      | 18      |
| 43      | 19      | 20      | 21      | 22      | 23      | 24      | 25      |
| 44      | 26      | 27      | 28      | 29      | 30      | 31      |         |

| November | November | November | November | November | November | November | November |
| Kw       | Mo       | Di       | Mi       | Do       | Fr       | Sa       | So       |
| -------- | -------- | -------- | -------- | -------- | -------- | -------- | -------- |
| 44       |          |          |          |          |          |          | 1        |
| 45       | 2        | 3        | 4        | 5        | 6        | 7        | 8        |
| 46       | 9        | 10       | 11       | 12       | 13       | 14       | 15       |
| 47       | 16       | 17       | 18       | 19       | 20       | 21       | 22       |
| 48       | 23       | 24       | 25       | 26       | 27       | 28       | 29       |
| 49       | 30       |          |          |          |          |          |          |

| Dezember | Dezember | Dezember | Dezember | Dezember | Dezember | Dezember | Dezember |
| Kw       | Mo       | Di       | Mi       | Do       | Fr       | Sa       | So       |
| -------- | -------- | -------- | -------- | -------- | -------- | -------- | -------- |
| 49       |          | 1        | 2        | 3        | 4        | 5        | 6        |
| 50       | 7        | 8        | 9        | 10       | 11       | 12       | 13       |
| 51       | 14       | 15       | 16       | 17       | 18       | 19       | 20       |
| 52       | 21       | 22       | 23       | 24       | 25       | 26       | 27       |
| 53       | 28       | 29       | 30       | 31       |          |          |          |

| Januar | Januar | Januar | Januar | Januar | Januar | Januar | Januar |
| Kw     | Mo     | Di     | Mi     | Do     | Fr     | Sa     | So     |
| ------ | ------ | ------ | ------ | ------ | ------ | ------ | ------ |
| 1      |        |        | 1      | 2      | 3      | 4      | 5      |
| 2      | 6      | 7      | 8      | 9      | 10     | 11     | 12     |
| 3      | 13     | 14     | 15     | 16     | 17     | 18     | 19     |
| 4      | 20     | 21     | 22     | 23     | 24     | 25     | 26     |
| 5      | 27     | 28     | 29     | 30     | 31     |        |        |

| Februar | Februar | Februar | Februar | Februar | Februar | Februar | Februar |
| Kw      | Mo      | Di      | Mi      | Do      | Fr      | Sa      | So      |
| ------- | ------- | ------- | ------- | ------- | ------- | ------- | ------- |
| 5       |         |         |         |         |         | 1       | 2       |
| 6       | 3       | 4       | 5       | 6       | 7       | 8       | 9       |
| 7       | 10      | 11      | 12      | 13      | 14      | 15      | 16      |
| 8       | 17      | 18      | 19      | 20      | 21      | 22      | 23      |
| 9       | 24      | 25      | 26      | 27      | 28      | 29      |         |

| März | März | März | März | März | März | März | März |
| Kw   | Mo   | Di   | Mi   | Do   | Fr   | Sa   | So   |
| ---- | ---- | ---- | ---- | ---- | ---- | ---- | ---- |
| 9    |      |      |      |      |      |      | 1    |
| 10   | 2    | 3    | 4    | 5    | 6    | 7    | 8    |
| 11   | 9    | 10   | 11   | 12   | 13   | 14   | 15   |
| 12   | 16   | 17   | 18   | 19   | 20   | 21   | 22   |
| 13   | 23   | 24   | 25   | 26   | 27   | 28   | 29   |
| 14   | 30   | 31   |      |      |      |      |      |

| April | April | April | April | April | April | April | April |
| Kw    | Mo    | Di    | Mi    | Do    | Fr    | Sa    | So    |
| ----- | ----- | ----- | ----- | ----- | ----- | ----- | ----- |
| 14    |       |       | 1     | 2     | 3     | 4     | 5     |
| 15    | 6     | 7     | 8     | 9     | 10    | 11    | 12    |
| 16    | 13    | 14    | 15    | 16    | 17    | 18    | 19    |
| 17    | 20    | 21    | 22    | 23    | 24    | 25    | 26    |
| 18    | 27    | 28    | 29    | 30    |       |       |       |

| Mai | Mai | Mai | Mai | Mai | Mai | Mai | Mai |
| Kw  | Mo  | Di  | Mi  | Do  | Fr  | Sa  | So  |
| --- | --- | --- | --- | --- | --- | --- | --- |
| 18  |     |     |     |     | 1   | 2   | 3   |
| 19  | 4   | 5   | 6   | 7   | 8   | 9   | 10  |
| 20  | 11  | 12  | 13  | 14  | 15  | 16  | 17  |
| 21  | 18  | 19  | 20  | 21  | 22  | 23  | 24  |
| 22  | 25  | 26  | 27  | 28  | 29  | 30  | 31  |

| Juni | Juni | Juni | Juni | Juni | Juni | Juni | Juni |
| Kw   | Mo   | Di   | Mi   | Do   | Fr   | Sa   | So   |
| ---- | ---- | ---- | ---- | ---- | ---- | ---- | ---- |
| 23   | 1    | 2    | 3    | 4    | 5    | 6    | 7    |
| 24   | 8    | 9    | 10   | 11   | 12   | 13   | 14   |
| 25   | 15   | 16   | 17   | 18   | 19   | 20   | 21   |
| 26   | 22   | 23   | 24   | 25   | 26   | 27   | 28   |
| 27   | 29   | 30   |      |      |      |      |      |

| Juli | Juli | Juli | Juli | Juli | Juli | Juli | Juli |
| Kw   | Mo   | Di   | Mi   | Do   | Fr   | Sa   | So   |
| ---- | ---- | ---- | ---- | ---- | ---- | ---- | ---- |
| 27   |      |      | 1    | 2    | 3    | 4    | 5    |
| 28   | 6    | 7    | 8    | 9    | 10   | 11   | 12   |
| 29   | 13   | 14   | 15   | 16   | 17   | 18   | 19   |
| 30   | 20   | 21   | 22   | 23   | 24   | 25   | 26   |
| 31   | 27   | 28   | 29   | 30   | 31   |      |      |

| August | August | August | August | August | August | August | August |
| Kw     | Mo     | Di     | Mi     | Do     | Fr     | Sa     | So     |
| ------ | ------ | ------ | ------ | ------ | ------ | ------ | ------ |
| 31     |        |        |        |        |        | 1      | 2      |
| 32     | 3      | 4      | 5      | 6      | 7      | 8      | 9      |
| 33     | 10     | 11     | 12     | 13     | 14     | 15     | 16     |
| 34     | 17     | 18     | 19     | 20     | 21     | 22     | 23     |
| 35     | 24     | 25     | 26     | 27     | 28     | 29     | 30     |
| 36     | 31     |        |        |        |        |        |        |

| September | September | September | September | September | September | September | September |
| Kw        | Mo        | Di        | Mi        | Do        | Fr        | Sa        | So        |
| --------- | --------- | --------- | --------- | --------- | --------- | --------- | --------- |
| 36        |           | 1         | 2         | 3         | 4         | 5         | 6         |
| 37        | 7         | 8         | 9         | 10        | 11        | 12        | 13        |
| 38        | 14        | 15        | 16        | 17        | 18        | 19        | 20        |
| 39        | 21        | 22        | 23        | 24        | 25        | 26        | 27        |
| 40        | 28        | 29        | 30        |           |           |           |           |

| Oktober | Oktober | Oktober | Oktober | Oktober | Oktober | Oktober | Oktober |
| Kw      | Mo      | Di      | Mi      | Do      | Fr      | Sa      | So      |
| ------- | ------- | ------- | ------- | ------- | ------- | ------- | ------- |
| 40      |         |         |         | 1       | 2       | 3       | 4       |
| 41      | 5       | 6       | 7       | 8       | 9       | 10      | 11      |
| 42      | 12      | 13      | 14      | 15      | 16      | 17      | 18      |
| 43      | 19      | 20      | 21      | 22      | 23      | 24      | 25      |
| 44      | 26      | 27      | 28      | 29      | 30      | 31      |         |

| November | November | November | November | November | November | November | November |
| Kw       | Mo       | Di       | Mi       | Do       | Fr       | Sa       | So       |
| -------- | -------- | -------- | -------- | -------- | -------- | -------- | -------- |
| 44       |          |          |          |          |          |          | 1        |
| 45       | 2        | 3        | 4        | 5        | 6        | 7        | 8        |
| 46       | 9        | 10       | 11       | 12       | 13       | 14       | 15       |
| 47       | 16       | 17       | 18       | 19       | 20       | 21       | 22       |
| 48       | 23       | 24       | 25       | 26       | 27       | 28       | 29       |
| 49       | 30       |          |          |          |          |          |          |

| Dezember | Dezember | Dezember | Dezember | Dezember | Dezember | Dezember | Dezember |
| Kw       | Mo       | Di       | Mi       | Do       | Fr       | Sa       | So       |
| -------- | -------- | -------- | -------- | -------- | -------- | -------- | -------- |
| 49       |          | 1        | 2        | 3        | 4        | 5        | 6        |
| 50       | 7        | 8        | 9        | 10       | 11       | 12       | 13       |
| 51       | 14       | 15       | 16       | 17       | 18       | 19       | 20       |
| 52       | 21       | 22       | 23       | 24       | 25       | 26       | 27       |
| 53       | 28       | 29       | 30       | 31       |          |          |          |

## Ereignisse

### Politik und Weltgeschehen

#### Heiliges Römisches Reich
- 19. Februar: Savoyen wird zum Herzogtum, als König Sigismund den Grafen Amadeus VIII., den Friedfertigen, in den Stand des Herzogs erhebt.
- 30. Mai: Hieronymus von Prag, Weggefährte des Jan Hus und Mitbegründer der hussitischen Bewegung, wird auf dem Konzil in Konstanz als Ketzer verbrannt, nachdem er sich vom Widerruf seiner Aussagen wieder distanziert hat.
- Als sich die Rückkehr des 1408 gestürzten Alten Rates nach Lübeck abzeichnet, organisiert der Goldschmied Heyno Sobbe als Mitglied des Neuen Rats erfolglos einen Handwerkeraufstand, um das zu verhindern. Er wird verhaftet und am 11. Juni hingerichtet.

#### Hundertjähriger Krieg

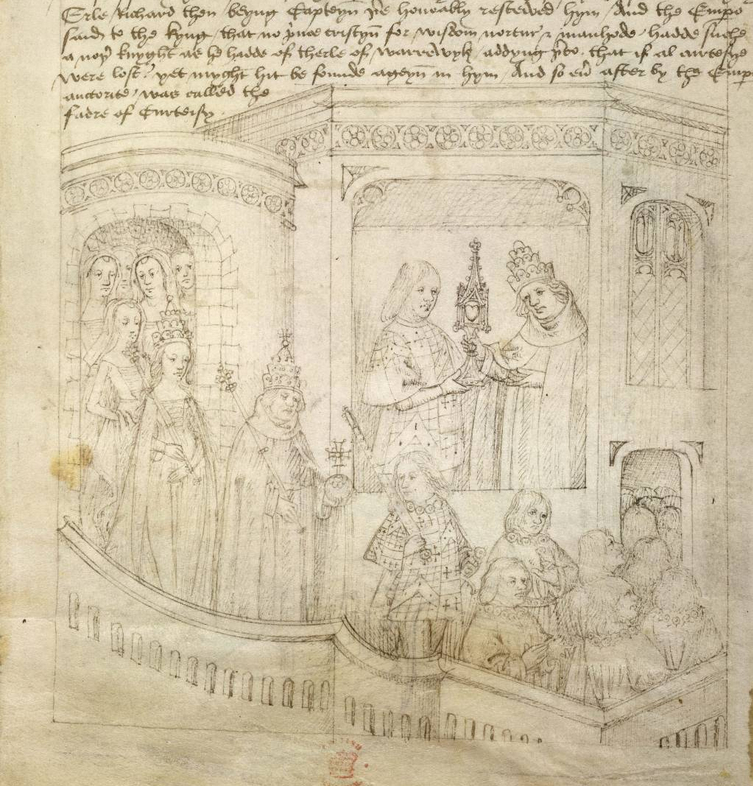
Der Besuch Sigismunds in England, The Beauchamp Pageants 1485

- Frühjahr: Seine Reise durch Westeuropa führt den römisch-deutschen König Sigismund auch nach England mit dem Ziel, einen Friedensvertrag mit Frankreich zu vermitteln. Gemeinsam mit Wilhelm von Holland setzt er im Juni eine mutua conventio für eine Annäherung der beiden Nationen auf. Doch Karl VI. von Frankreich zieht seine Zustimmung vor der Vertragsunterzeichnung wieder zurück. In weiteren Gesprächen und Korrespondenzen zwischen Sigismund und Karl VI. verschlechtert sich ihr Verhältnis zusehends.
- 15. August: Der Vertrag von Canterbury wird als Bündnisvertrag im Rahmen des Hundertjährigen Krieges zwischen König Henry V. von England und König Sigismund geschlossen. Der Vertrag wird bis September ratifiziert, erhält aber in den folgenden Kriegsjahren kaum mehr als symbolische Bedeutung.

#### Weitere Ereignisse in Europa
- 2. April: König Ferdinand der Gerechte von Aragón stirbt. Die Krone von Aragonien geht auf seinen Sohn Alfons V. über. Er wird damit König von Valencia, Neapel und Sizilien sowie Sardinien.
- Die Republik Ragusa schafft als erster Stadtstaat Europas die Sklaverei ab. Gleichzeitig wird der Sklavenhandel gesetzlich verboten.

#### Asien
- König Shō Hashi des Reiches Chūzan auf der Insel Okinawa erobert gegen Ende der Sanzan-Zeit das benachbarte Hokuzan. Han’anchi, der letzte König Hokuzans, begeht nach der durch Verrat erlittenen Niederlage Selbstmord.

### Kultur

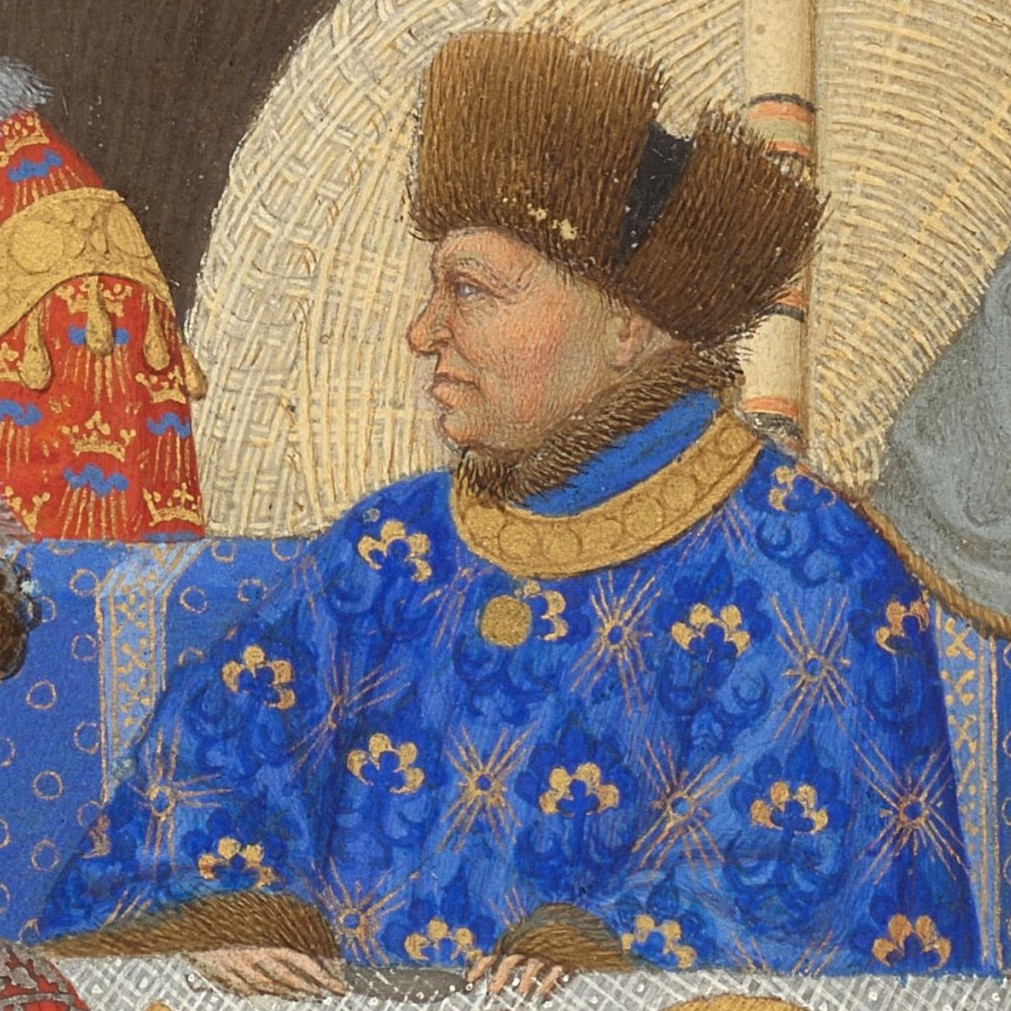
Darstellung des Jean de Valois, duc de Berry, im Januar-Bild der Très Riches Heures

- 15. März: Durch den Tod von Jean de Valois, duc de Berry, wird das von diesem in Auftrag gegebene Stundenbuch Très Riches Heures der drei Brüder von Limburg, die ebenso wie ihr Auftraggeber an einer Seuche sterben, nicht fertiggestellt.

### Religion

#### Christentum
Nach dem Tod des Olmützer Administrators Wenzel Gerard von Burenitz am 12. September wählt am 21. September die Mehrheit der anwesenden Domherren Johann von Bucca zum Nachfolger. Die nicht anwesenden Mitglieder wählen jedoch am 3. Oktober den Vyšehrader Dekan Albrecht von Březí. König Wenzel und der Prager Erzbischof bestätigen die Wahl Albrechts, dessen Gegner gefangen genommen werden sollen. Nachdem Albrecht einige Tage nach seiner Amtseinführung der Messe eines hussitischen Priesters beiwohnt, kommt es in Olmütz zum Aufstand. Albrecht flieht in die bischöfliche Stadt Kremsier. Daraufhin bestellt am 14. Dezember das Konstanzer Konzil Johann von Bucca zum Administrator von Olmütz. Trotzdem weigern sich der König und der Erzbischof, Johann in seinem Amt zu bestätigen.

#### Buddhismus

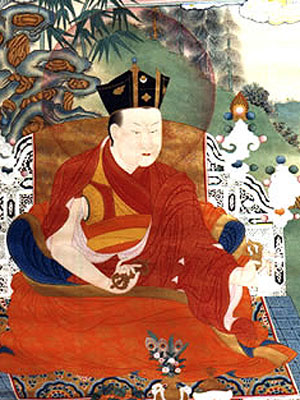
Der 6. Karmapa

Thongwa Dönden wird mit seiner Geburt der 6. Karmapa der Karma-Kagyü-Schule des tibetischen Buddhismus.

## Geboren

### Geburtsdatum gesichert
- 26. Februar: Christoph III., König von Dänemark, Schweden und Norwegen († 1448)
- 03. März: Sigismund von Sachsen, Bischof von Würzburg († 1471)
- 27. März: Franz von Paola, italienischer Ordensgründer und Heiliger der katholischen Kirche († 1507)
- 25. Mai: Jakob von Lichtenberg, Vogt der Stadt Straßburg und letzter Herr von Lichtenberg († 1480)

### Genaues Geburtsdatum unbekannt
- Gijsbrecht van Brederode, Bischof von Utrecht († 1475)
- Benedetto Cotrugli, italienischer Ökonom († 1469)
- Thongwa Dönden, 6. Karmapa der Karma-Kagyü-Schule des tibetischen Buddhismus († 1453)
- Pal Engjëlli, albanischer Kardinal und Erzbischof von Durrës († 1469)
- Elisabeth von Hanau, deutsche Adlige († 1446)
- Kait-Bay, Sultan von Ägypten († 1496)
- Piero di Cosimo de’ Medici, führender Bürger von Florenz, Sammler wertvoller Bücher († 1469)
- Johann Manuel von Portugal und Vilhena, Bischof von Ceuta und Guarda († 1476)
- Heinrich III., Fürst von Braunschweig-Grubenhagen († 1464)

### Geboren um 1416
- Petrus Mitte von Caprariis, französischer Präzeptor des Antoniter-Ordens († 1479)
- Margaretha von Österreich, Kurfürstin von Sachsen († 1486)

## Gestorben

### Erstes Halbjahr
- 21. Januar: Jacopo di Pietro Avanzi, italienischer Maler (* vor 1367)

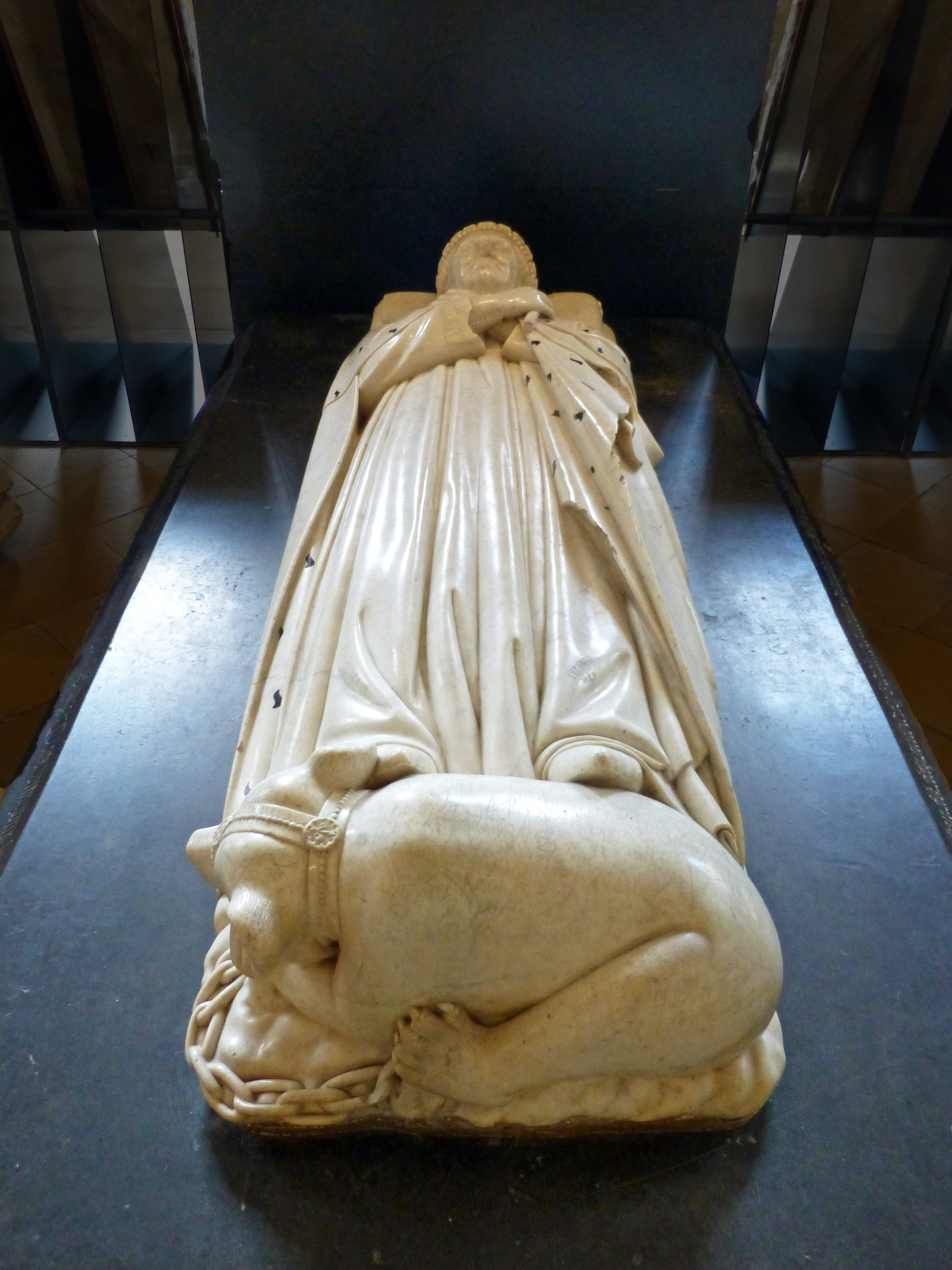
Das Grab des Herzogs von Berry in der Kathedrale von Bourges

- 16. März: Goswin Klingenberg, Bürgermeister von Lübeck
- 24. März: Johannes Otto von Münsterberg, deutscher Theologe, Rektor der Universität Prag und Gründungsrektor der Universität Leipzig (* um 1360)
- 29. März: Euthymios II., Patriarch von Konstantinopel
- 02. April: Ferdinand I., König von Aragon und Sardinien (* 1380)
- 13. Mai: Petrus de Ancharano, italienischer Jurist (* um 1330)
- 21. Mai: Anna von Cilli, Großfürstin von Litauen und Königin von Polen (* 1386)
- 30. Mai: Hieronymus von Prag, böhmischer Gelehrter und Mitbegründer der hussitischen Bewegung (* um 1379)
- 31. Mai: Arnold Stapel, Bischof des Bistums Kulm (* zwischen 1360 und 1370)
- 11. Juni: Heyno Sobbe, Lübecker Goldschmied und Mitglied des Neuen Rates
- 15. Juni: Jean de Valois, Herzog von Berry und Auvergne (* 1340)

### Zweites Halbjahr
- zwischen 6. Juli und 9. Oktober: Johann II., Herzog zu Mecklenburg (* vor 1370)
- 14. Juli: Antoinette de Turenne, Vizegräfin von Turenne (* 1380)
- 16. Juli: Nicolas d’Orgemont, französischer Dekan von Saint-Martin de Tours
- 17. Juli: Günther XXX., Graf von Schwarzburg (* 1352)
- 04. September: Johann I., Graf von Nassau-Dillenburg (* um 1339)
- 06. September: Hartmann von Werdenberg-Sargans, Bischof von Chur (* um 1350)
- 12. September: Wenzel Gerard von Burenitz, Patriarch von Antiochia
- 24. September: Andrea Malatesta, italienischer Adeliger, Condottiere (* 1373)
- 14. Oktober: Heinrich I., Herzog zu Braunschweig-Lüneburg (* um 1355)
- 19. Oktober: Peder Jensen Lodehat, Bischof von Aarhus, Växjö und Roskilde
- 26. Oktober: Heinrich VII., deutscher Adliger, Graf der Linie Niedersalm (* um 1370)
- 06. November: Ha Ryun, neokonfuzianischer Philosoph und Politiker, Denker der koreanischen Goryeo- und Joseon-Dynastie (* 1374)
- 28. November: Constance Langley, englische Adelige (* 1374 oder 1375)
- 26. Dezember: Eleonore von Aragon, Regentin von Zypern (* 1333)

### Genaues Todesdatum unbekannt
- Han’anchi, dritter und letzter König des Königreichs Hokuzan auf Okinawa
- Brüder von Limburg, niederländische Maler
- Thomas III., Markgraf von Saluzzo (* um 1357)

### Gestorben um 1416
- Owain Glyndŵr, walisischer Nationalheld (* um 1359)
- 1416/17: Samsaenthai, Herrscher des thailändischen Königreichs von Lan Xang (* 1356)